# دسوقية
الطريقة الدسوقية أو الطريقة البُرهانية أو الطريقة البُرهامية، هي أسماء لطريقة صوفية سنية منسوبة لـ إبراهيم الدسوقي آخر أقطاب الولاية الأربعة، وتفرعت هذه الطريقة إلى 9 طرق فرعية.

## التأسيس
مؤسس الطريقة الدسوقية هو «إبراهيم الدسوقي، بن عبد العزيز أبو المجد»، الذي ينتهي نسبه إلى الحسين بن علي بن أبي طالب  زوج السيدة فاطمة الزهراء بنت النبي محمد». وهو آخر أقطاب الولاية الأربعة الصوفية وأعظمهم شأناً عند الصوفية. أما والدته فهي فاطمة بنت أبي الفتح الواسطي  خليفة أحمد الرفاعي في مصر، والذي لعب دوراً كبيراً في تأسيس بنيان الطرق الصوفية في مصر، كما أنه من شيوخ أبي الحسن الشاذلي. والدسوقي على صلة وطيدة بأبو الحسن الشاذلي، وقد قال الدسوقي:
| دسوقية | أنا فككت طلاسم سورة الأنعام التي لم يقدر على فكها الشاذلي خالي. | دسوقية |

ويقصد الدسوقي بأن الشاذلي خاله في الطريقة وليس بالنسب. لذلك يعتبر البعض أن هناك تداخلاً بين الطريقة الشاذلية والطريقة الدسوقية.

## أصل التسمية
تُسمى طريقة الدسوقي بعدة أسماء، فتُسمّى أحياناً ب‍‍الطريقة الدسوقية، نسبة إلى مدينة دسوق  مقر ميلاد وإقامة وعبادة إبراهيم الدسوقي. فلفظ دسوق لفظ عربي، أصلها من مادة دَسَقْ، وهو امتلاء الحوض بالماء حتى يفيض، فيطلق على الأحواض الصغيرة دُسُق ودُسوق، ويقول العرب «ملأت الحوض حتي دسق»؛ أي امتلأ حتى ساح ماؤه، و«الديسق» هو الحوض الملآن، ويطلق أيضاً على وعاء من أوعية العرب والخوان من الفضة، و«أدسقه» أي ملأه.
وتُعرف الطريقة أيضاً ب‍‍البُرهامية، نسبة إلى اسم مؤسسها وهو «إبراهيم».
وكذلك تسمّى ب‍‍البرهانية، نسبة إلى أحد ألقاب إبراهيم الدسوقي الشهيرة وهو برهان الدين. فقد قال محمد بن علي السنوسي مؤسس الطريقة السنوسية عن الطريقة الدسوقية: «وأما طريق السادة البرهانيّة فهو المنسوب إلى الشيخ برهان الدين إبراهيم الدسوقي».

## الطرق الفرعية
تنتشر الطريقة الدسوقية في العديد من دول العالم، معظم المقرات الرئيسية لفروع الطريقة في مدينة دسوق، والطرق المتفرعة من الطريقة الدسوقية هي:
- البرهامية، وشيخها «أكرم عقيل مظهر».[19]
- الشهاوية البرهامية، وشيخها «محمد أبو المجد الشهاوي».
- الشرنوبية، وشيخها «محمد عبد المجيد الشرنوبي».[20]
- السعيدية الشرنوبية، وشيخها «حمدي إبراهيم الشرنوبي».
- المجاهدية، وشيخها «عبد القادر أحمد مجاهد».
- البرهامية العاشورية،[21] وشيخها «محمد علي عاشور».[22]
- الدسوقية المحمدية، وهي أحدث الطرق الصوفية في مصر،[23][24] وشيخها «مختار علي الدسوقي».[25]
- الخلوتية الجامعة الرحمانية، وشيخها «حسني حسن خير الدين الشريف»،[26] وهي مزيج بين ثمانية طرق بين الدسوقية، وبين سبع طرق أخرى هي: الرفاعية، والقادرية، والبدوية، والشاذلية، والشاذلية اليشرطية، والنقشبندية، والأدريسية.[27]
- البرهانية الدسوقية الشاذلية، وشيخها «إبراهيم الشيخ محمد عثمان عبده البرهاني»، مقرها الرئيسي بالخرطوم،[28][29] وهي مزيج من الطريقة الدسوقية والطريقة الشاذلية،[30] تنتشر في كل أنحاء السودان، وتتبعها مقرات في أكثر من 37 دولة حول العالم.[31]

## نقد الطريقة

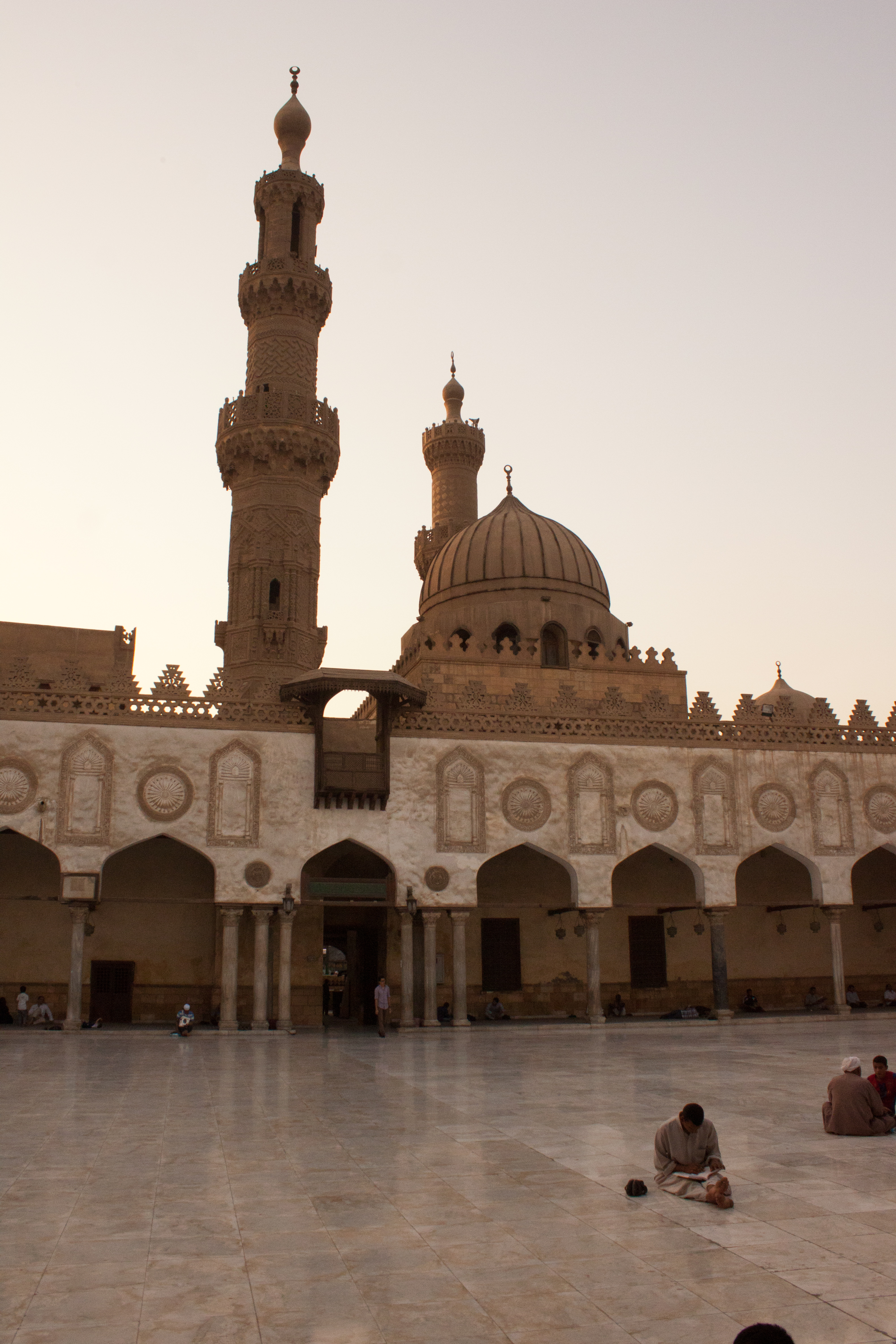
الجامع الأزهر.

في فتوى للشيخ عبد العزيز بن باز -مفتي الديار السعودية الراحل-، حذر فيها من إتباع خطى الطريقة الدسوقية أو البرهانية، وجميع الطرق الصوفية، حيث رأى أن الالتزام بالشريعة والإكثار من تلاوة القرآن، وقراءة كتب السنة الصحيحة وكتب أهل السنة يكفي، والابتعاد تماماً عن كتب الصوفية لإن فيها من الباطل الشيء الكثير.

### موقف الأزهر
أما الجامع الأزهر فيظهر تأييداً واضحاً للطرق الصوفية بشكلٍ عام، فقد تقلد مشيخة الأزهر عدد من الصوفية مثل الإمام الأكبر «عبد الحليم محمود»، كذلك تأييد الصوفية للأزهر من خلال مسيرات تأييد لشيخ الأزهر، أو من خلال لقاءات تأييد بين شيخ الأزهر وشيخ مشايخ الطرق الصوفية.
وتتفق فتاوى دار الإفتاء المصرية مع فتاوى الأزهر تماماً، فدار الإفتاء لا ترى غضاضة في التصوف الشرعي الصحيح البعيد عن الخرافات  ومنها الطريقة الدسوقية، وأفتت الدار برفض هدم أضرحة مشايخ الصوفية وعدم الاعتداء عليها. وعدت الفتوى عشرة أضرحة شهيرة بمصر، من أهمها ضريح إبراهيم الدسوقي.

### الموقف من الطريقة الدسوقية البرهانية الشاذلية
بالنسبة للطريقة البرهانية الدسوقية الشاذلية، فينسب لها الأزهر الكثير من المخالفات والممارسات والادعاءات، وحذر الأزهر أنها تخالف تماماً الطرق الصوفية الأخرى وأنها طائفة مختلفة، كذلك أفتى الشيخ عطية صقر أحد علماء الأزهر.
وقد وصل الأمر إلى كشف بعض المصادر الصحفية المصرية عن أن الطريقة البرهانية تعمل لحساب جزر القمر لنشر السنة في مصر، ح]، وذلك بجانب تصريحات من مشيخة الطرق الصوفية وجماعة أنصار السنة المحمدية بمحاولات نشر السنة للعوام من الصوفيين المصريين.